# モスラ (架空の怪獣)
モスラ (Mothra) は、1961年の映画『モスラ』をはじめとする東宝製作の怪獣映画に登場する架空の怪獣。ゴジラやラドンと並び、東宝三大怪獣と称され（『三大怪獣 地球最大の決戦』）、ゴジラに次ぐ人気怪獣である。

## 特徴

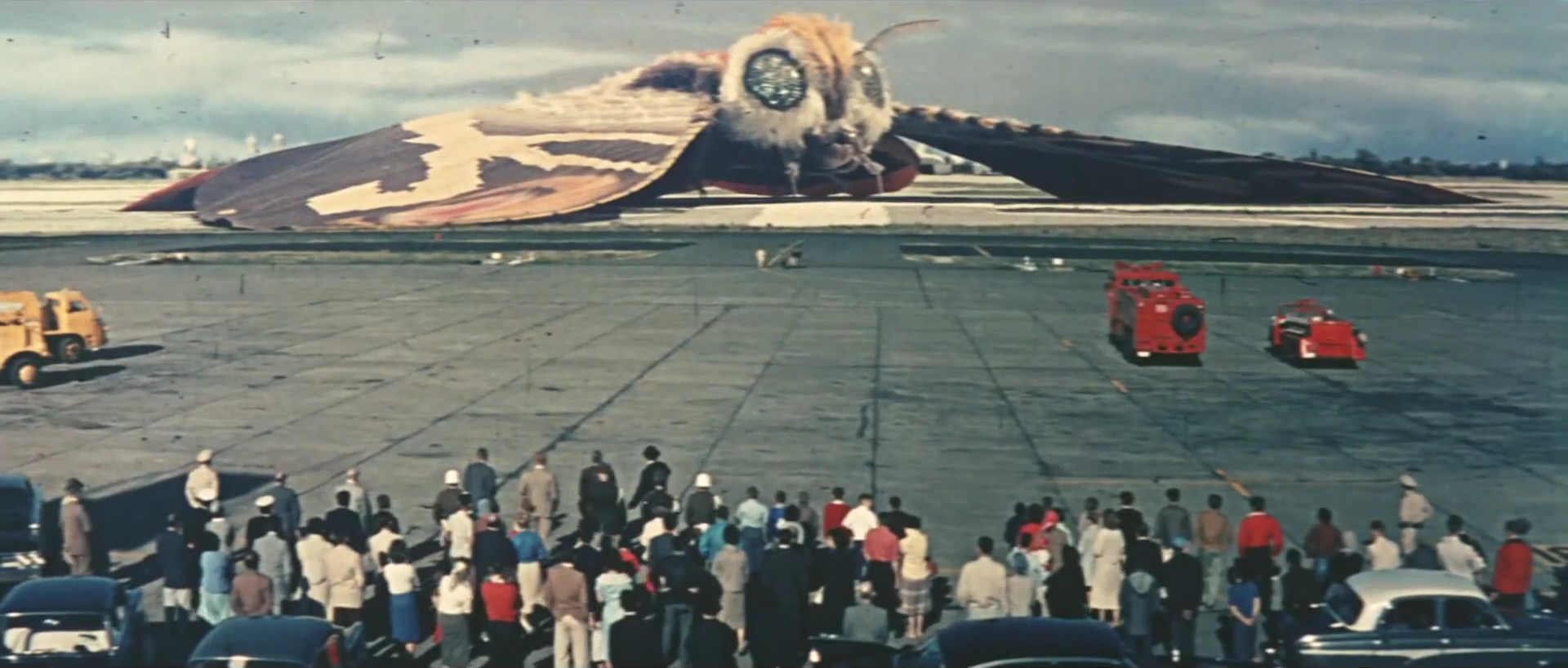
『モスラ』（1961年）のモスラ

『モスラ』での初登場以降も多くの作品で活躍し、その外見や登場作品のファンタジックな作風が相まって東宝怪獣では女性人気が一番高い。ゴジラなどと異なり、最初から悪役や破壊の権化としては描かれていないのが特徴である。モスラの登場作品では、人間の悪役が描かれることが多い。
"moth" の名の通り、翼開長100メートルあまりの巨大なガの怪獣である。卵から孵化した幼虫は繭を作って蛹化し、さらに羽化して成虫となる。また、幼虫が繭を作る際に吐く糸は、戦闘時には敵を絡め取る手段として使用される。繭の形状はカイコに似るが、成虫の姿はカイコガやその原種クワコにはまったく似ていない。
幼虫期は、見た目上は一齢しかなく、初齢幼虫が直接蛹に変態する。ただし、映画作中の小美人の台詞によると、モスラは、実は卵の段階で成長する。モスラの卵は小さい状態で土中に産みつけられ、年単位の時間をかけて、卵そのものが大きく成長する、という説明がなされている。『モスラ』（1961年）では東京タワー、vsシリーズでは国会議事堂、『モスラ』（1996年）では屋久杉と、全国の各名所にカイコの繭に似た形状の繭を作るのが定番となっている。
成虫はヤママユガ科のガがモデルと言われている。カイコガの羽は退化して飛べないのに対し、モスラは強靭な羽を持っており、太平洋も楽々と渡れるほどの飛行能力を有する。
講談社の『モスラ対ゴジラ』の小説版では、「数千年前の異常気象によって地表に降りそそいだ大量の宇宙線により、ヤママユガの一種がインファント島で突然変異を起こして進化したもの」とされており、これは『ゴジラvsモスラ』での設定の基にもなったという説もある。
モスラはゴジラの相手としては初の飛行怪獣であり、ゴジラシリーズにも何度も登場しており、「ゴジラ以外の怪獣」としての登場回数ではトップである。ゴジラのライバル怪獣の1体にも数えられており、ゴジラは成虫に対しては何度か勝利するが、幼虫は『モスラ対ゴジラ』でゴジラに勝利しているなど、昭和ゴジラシリーズでは常に勝利を収めている実力者である。
初期作ではゴジラを上回る巨体も特色であり、『モスラ』の原作と初期稿では、「過去に出現したゴジラよりも巨大な体躯である」と言及する場面が存在した。『モスラ対ゴジラ』の成虫がゴジラとの対比でその大きさを表現したのを最後に、この点は描かれなくなった。
成虫は鱗粉を放って相手を混乱させる技を得意とし、これでゴジラなどの敵怪獣を何度も苦しめている。ただし、『モスラ対ゴジラ』と『ゴジラ×モスラ×メカゴジラ 東京SOS』では「鱗粉を失うと羽がもろくなり、飛行能力を失う（つまり死亡する）」という設定があるため、まさに「最後の攻撃」と言える。水中戦は苦手で、『モスラ2 海底の大決戦』でのダガーラとの水中戦には苦戦している。『モスラ2』ではダガーラに対抗するために水中モードモスラやレインボーモスラ、『モスラ3 キングギドラ来襲』ではキングギドラに対抗するために鎧モスラへ変化する。平成モスラシリーズには「一度は敵に敗れるが、対抗するために新たなモスラになって再戦を挑み、倒す」という演出が多く見られ、これがモスラという怪獣自体の定番となっている。
登場が予定のみに終わった作品としては、『地球攻撃命令 ゴジラ対ガイガン』の原型となった『ゴジラ対ガイガン キングギドラの大逆襲！』（幼虫）、『ゴジラ対メカゴジラ』の原型となった『大怪獣沖縄に集合！残波岬の大決斗』（成虫）がある。また、主役作品として『モスラVSバガン』が予定されており、後の『ゴジラvsモスラ』の原型となった。
なお、ゴジラシリーズへの出演経験も持つ俳優の髙嶋政宏によれば、かつて幼虫の玩具が発売された際に毛虫嫌いだった母（寿美花代）から購入を厳禁されたという。

### 形状
ガの怪獣という設定だが、実際にはガとチョウの中間のような形状となっている。平成ゴジラシリーズや平成モスラシリーズなどでデザインを手掛けた漫画家の西川伸司は、チョウの形そのままでありながらキャラクターとして成立している奇跡のような怪獣であると評している。
成虫の前翅には大きな目玉模様があり、このことから「極彩色の怪獣」とも呼ばれる。口は吸管ではなく幼虫と同様の咀嚼口となっている。
幼虫は、第1作のイメージボードでは毛虫であったが、実際の造形ではカイコを思わせるものとなった。『ゴジラvsビオランテ』の原作者である小林晋一郎は、日本人に身近な昆虫であるカイコをモチーフとすることで、恐怖心よりも愛着と親近感を与えるものにしたと推測している。幼虫の目は、カイコの目に擬態した模様にあたる部分に存在している。
成虫の脚の形状は、昆虫よりも鳥に近い形状をしており、卵の形状も同様である。西川は、昆虫に対する気持ち悪さを極力排しようとした結果と考察している。また、小林は生物学的な正確さよりも一般的な「卵」のイメージを選んだものと推測している。

### 名称
英語ではMothra。蛾を意味する英語のMothと母を意味する英語のMotherを掛け合わせたもの。つまり、本来の「蛾の怪獣」という意味のほか、「母性を象徴する怪獣」としてこの名称がつけられた。事実、モスラは出演する映画で必ず何かしらの守護神的存在として位置付けられ（『怪獣総進撃』を除く）、明確に悪役として描かれたことは一度もない（『怪獣総進撃』でキラアク星人に操られて破壊活動を行なっているほか、1961年版の『モスラ』や『ゴジラvsモスラ』などで小美人を救うために破壊活動を行なっているが、人間への害意は持っていない）。
別名は「巨蛾」「巨大蛾怪獣」「守護神獣」など。

## モスラが登場する映画のリスト
第1作の後も多くの怪獣映画に採り上げられ、登場している。以下はそのリストである（モスラ、モスラ族、その他の怪獣の順）。モスラの項で括弧表記していない作品では幼虫・成虫の両方が登場。
- その他
  - 『地球攻撃命令 ゴジラ対ガイガン』[40][41][42]、『ゴジラvsメカゴジラ』、『ゴジラvsスペースゴジラ』、『ゴジラ×メカゴジラ』では過去の映像の流用で登場。
  - 『ゴジラvsスペースゴジラ』ではモスラの分身フェアリーモスラが登場。モスラ自身も劇中に登場するが、すべて過去の映像の流用である[注釈 12]。
  - サンリオピューロランドのアトラクション映像『怪獣プラネットゴジラ』、テレビ特撮番組『ゴジラアイランド』にも登場している。

## アニメーション3部作『GODZILLA』のモスラ
アニメ映画『GODZILLA 星を喰う者』（2018年）、および前日譚である小説『GODZILLA 怪獣黙示録』と『GODZILLA プロジェクト・メカゴジラ』に登場。
南米のアマゾン奥地に生息する人類に比較的友好的な怪獣で、テレパシー能力を持つ先住民族「モスラの民」に遥か昔から神として崇められる存在。金色の鱗粉は、ばら撒くことでゴジラの熱線をも反射する最強の盾となり、さらに「非対称性透過シールド」に干渉することでゴジラ本体にも影響を与える効果を秘めているほか、傷を癒す効果や強力な虫除け効果がある。生成する糸はシルクのような質感で、熱への耐性を持つ。また、本来はバトラとつがいの怪獣であり、2体ならゴジラにも対抗できる力になり得るとされる。
地球外惑星移民計画が発動して数か月が経過した2048年7月31日、地球連合軍の残存勢力が結集するブエナベントゥラを襲撃したゴジラの前に出現。自身も攻撃の余波で負傷しながらも鱗粉による防御で熱線を跳ね返し、ゴジラを退却に追い込む。しかし一体だけではゴジラを倒すことが叶わないため、モスラの民や彼らと共生する道を選んだ人々のグループ「怪獣共生派（コスモス）」の提案で、残された卵は連合軍の「オペレーション・クレードル」によって日本に移送されることになり、傷ついた成虫は8月15日に陽動部隊と合同でゴジラを迎え撃つも敗北する。
2万年後の地球では、自身のDNAを受け継いだ人型種族「フツア族」から神として信仰されている。本編の数千年前にも卵から孵った個体がゴジラに戦いを挑んだが敗れ、力尽きた遺骸は富士山エリアへ墜落して地中に突っ込み、その場に径100〜120メートル、深さ約100メートルの陥没孔と横穴を穿つ。この横穴がフツアの村の原型になっており、モスラの体は朽ち果て、体に入っていた卵のみがそこに残されてフツア居住区の最奥に位置する神殿に安置されている。卵の中には精神行動を行える程度には成熟した幼虫が存在しているが、羽化までにはまだ300年ほどかかる状態である。ギドラ降臨の折、ハルオがメトフィエスのテレパシーで精神世界に閉じ込められた際には、マイナとマーティンが卵の中の精神エネルギーでテレパシーを増幅して救援を行っており、精神世界に成虫が飛来するヴィジョンとして現れる。

## モンスター・ヴァースのモスラ

### 『ゴジラ キング・オブ・モンスターズ』
映画『ゴジラ キング・オブ・モンスターズ』（2019年、アメリカ）に登場。
中国雲南省の密林にある古代遺跡内において、物語冒頭には卵の状態でモナークによる発見を経て研究所から飼育されていたが、エマ・ラッセル博士の前で孵化する。
性格は温和ではあるものの、自身が傷つけられるような行為に遭うと容赦なく攻撃する。施設がアラン・ジョナ一派に襲撃された後、逃亡を経て入った滝に繭を作り、終盤には成虫に羽化する。
羽化した後はギドラと戦い、オキシジェン・デストロイヤーで深傷を負ったゴジラと交信し、モナークにゴジラを復活させるきっかけを与える。その後、ギドラと戦うゴジラを援護しようとボストンに出現し、ギドラを糸でビルに拘束するなど奮闘するが、ギドラの手下となったラドンに妨害される。体躯で勝る空中戦で劣勢となるものの腹部の毒針でラドンの身体を貫き、翅や身体の一部を焼かれる重傷を負いつつ勝利する。最後はギドラの逆襲でダウンしたゴジラを庇ってギドラに挑み、引力光線を浴びせられて消滅してしまうが、その霧散した身体はゴジラに注がれてエネルギーとなり、ギドラを倒す力を与えた（赤熱化したゴジラが放ったエネルギーに、モスラの翅の文様に見えるエフェクトがかかっている）。その後、エンドロールではギドラと戦う前に産み落としたと思われる卵が発見されたというシーンが一瞬流れる。
日本版と異なり、CGで描かれただけではなく、幼虫も成虫も生体発光を行い、「God Rays」と呼ばれるベータ波の強烈な生体発光を翼から放射し、視界を奪うことや嵐雲を吹き飛ばすことができる。また、羽化して鎌脚を一瞬発光させた際には、周囲の電子機器がスパークしていた。羽化して空を舞う姿の美しさと、怪獣王であるゴジラとは別種族ではあるが共生関係にあったと見られたことから、アイリーン・チェン博士には「怪獣の女王（クイーン）」と評された。
体躯は日本版よりも小さく、幼虫の形状は日本版よりもそのモチーフのカイコに近い姿で、糸を吐く時には日本版のようなスプレーのようなものではなく、塊にして弾丸状のものを吐き出して相手に叩きつける。成虫も同様の糸を吐くが、翅については前翅よりも後翅が小さく、トリバネチョウやナンベイオオヤガの形状に近い。成虫も翅に比べて身体は小さいが、脚が日本版より長くたくましく発達し、脚の先端はカマキリのように鎌脚状になっているほか、腹部は先端がやや突き出て膨らんでいるうえにハチのような毒針を隠し持つなど、カマキリやハチもモチーフとして取り入れられている。
- コンセプトアートでは、触覚から電撃を発射してキングギドラを攻撃している[54]。
- 原典では蛾と蝶をモチーフとしているが、本作品では他の昆虫の特徴を引用し、オリジナルなモスラに味付けしたという[51]。監督のマイケル・ドハティも造型については「（四大怪獣で）一番大きな挑戦だった」と明かしており、過去の登場作品をすべてチェックして蛾の研究にも取り組んだほか、リアリティを感じられる怪獣として鱗粉や発光にも注目し、怪獣を古代の神々に見立てたコンセプトのもと、夜空を飛ぶモスラを天使のように思う発想も取り入れたという[53]。また、翅に存在する眼のような模様はゴジラの眼をイメージしたものであり、実際の蝶や蛾が持つ捕食者への対策模様を参考にしたという[53]。
- 前述の容赦ない攻撃については、東宝から受けた「モスラは誰も殺さない」とのルールに基づき、善意の生物としての描写がなされている[53]。

## 『怪獣プラネットゴジラ』のモスラ
3D映画『怪獣プラネットゴジラ』（1994年）に登場。
成虫が登場。ゴジラ、ラドンと共に緑の惑星「怪獣プラネット」に生息していた。飛来した宇宙探査船アース号に対して超音波光線で襲いかかるが、アース号が惑星からのワープによる離脱を行った後、地球の銀座に出現し、東京駅方面から出現したゴジラと遭遇、毒鱗粉などで激しい戦闘を行う。アース号から散布された惑星の緑の木の実を浴びておとなしくなり、青い光球に包まれて宇宙へ帰る。
- 資料によっては、プラネットモスラという名称を併記している[57]。
- 造形物は『ゴジラvsモスラ』の流用。

## 『ゴジラアイランド』のモスラ
特撮テレビドラマ『ゴジラアイランド』（1997年 - 1998年）に登場。
ゴジラアイランドの怪獣として登場する。生息地は「モスラのどうくつ」。造形物はいずれもバンダイのソフトビニール人形。怪獣救済募金として「モスラの羽根」なるものが作品世界に存在する。

### 親モスラ（ゴジラアイランド）
子モスラより後に登場。「モスラのどうくつ」に棲息している。平和を愛する守り神で、得意技は燐粉攻撃。これでザグレスの赤外線自動砲を狂わせたこともある。
空を飛べる敵怪獣相手に戦ったり、ゴジラジュニア救出の際に鱗粉をばらまいて赤外線自動砲を狂わせたりするなどの活躍を見せるが、後には寿命による死が迫る状態となる。そんな折に出現したヘドラに無理を押して果敢に立ち向かった末、最後の力を振り絞ってヘドラをゴラス火山の火口へ落とすが、まもなく起きた噴火に巻き込まれて死亡する。その後、ヘドラを倒した新モスラの前に霊体となって現れ、「さようなら」と告げて消える。

### 子モスラ（新モスラ）
親モスラが産んだ双子のうちの1匹。初期から登場し、幼虫時代もX星人によって凶暴化したゴジラたちを説得したり、ゴジラとラドンと共にキングギドラと戦ったりする。
後に成長して繭を作るも、その前の親モスラが死亡した際のショックで成長を拒むが、トレマの必死の呼びかけで成虫化、ゴジラと共にヘドラを倒す。その後、親モスラが残した双子のモスラの卵が発見されると、洞窟の中で懸命に温め、双子を守るためにバトラと戦う。成虫の外見こそモスラレオだが、眼の部分が少し違う。武器は触角と羽からの光線と鱗粉攻撃。

### ベビーモスラ
親モスラが産んだ双子の妹。元は2つの卵があったうちの1つだったが、昔バトラとの戦いの際に守りきれないと判断した親モスラの手によって、仮死状態でゴラス火山の中に隠されていた。
その後、ゴラス火山の噴火に伴い卵が発見され、初めは新モスラの手によって温められるが、メガロとデストロイアに奪われ、そしてマタンゴ島でバトラが卵を孵化させたことにより、バトラを親と思い込み、ゴジラアイランド中の怪獣を糸で縛り襲う。だが、用済みとしてバトラに攻撃されたことと、新モスラに卵の状態で温められていた時の記憶が甦ったことで正気に戻り、新モスラとゴジラと協力してバトラたちを追い払う。通常のモスラ幼虫の糸に加え、「平成三部作」のモスラレオの幼虫同様、プチレールガンを武器にしている。

## 『ゴジラ S.P ＜シンギュラポイント＞』のモスラ
テレビアニメ『ゴジラ S.P ＜シンギュラポイント＞』（2021年）に登場。
ヤママユガに似ているが、色が異なるため、異なる種と思われる。
ゴジラウルティマとの最終決戦時に、大量の個体が紅塵に染まった空を舞っていた。

## その他の作品

### ゲーム
モスラはゴジラ関連のテレビゲームのほとんどに登場。
- MSXソフト『インファント島の秘密 モンスターズフェア』はモスラの初代ゲーム登場。幼虫モスラはプレイヤーキャラクター。
- ファミリーコンピュータ版『ゴジラ』では、成虫モスラがゴジラと共にプレイヤーが操作できる。
- 『超ゴジラ』ではバトラがボスキャラ。
- 『ゴジラ 爆闘烈伝』ではバトラがプレイヤーキャラ。
- 『ゴジラ 怪獣大決戦』ではモスラの超必殺技「モスラ&バトラ攻撃」（隠し技扱い）でバトラがどこからともなく現れ、モスラと共に戦うという登場をしている。
- 『ゴジラ どきどき怪獣島!!』、『ゴジラ・トレーディングバトル』、『ゴジラ UNLEASHED』、『ゴジラ-GODZILLA-』ではモスラ、バトラがプレイヤーキャラ。
- 『ゴジラ どきどき怪獣島!!』ではモスラ、バトラが登場。
- セガサターンの『ゴジラ 列島震撼』では、モスラ、バトラとも登場。ガイガン登場マップでは、『ゴジラ FINAL WARS』に先駆けて、モスラ対ガイガンの戦いが行われる。また、バトラは2体同時に出現。当初は幼虫形態だが、撃破すると同時に成虫形態になって復活する。実質的に4体との戦闘を強いられ、バトラ自体の攻撃力も高めに設定されているうえに自軍戦力は貧弱であることから、苦戦を強いられる。
- 『バトルベースボール』、『ゴジラ 怪獣大進撃』、『ゴジラ怪獣大乱闘アドバンス』ではモスラがプレイヤーキャラ。
- 『ゴジラ怪獣大乱闘』ではモスラがサモンキャラ。
- 『ゴジラ怪獣大乱闘 地球最終決戦』ではモスラがプレイヤーキャラ、バトラがサモンキャラ。
- 『Godzilla 2: War of the Monsters』 (日本未発売)、PC-9801版『ゴジラ』、『ゴジラ・ジェネレーションズ・マキシマムインパクト』ではモスラがボスキャラ。
- 『怪獣王ゴジラ』、アーケード版『ゴジラ』、ではモスラ、バトラがボスキャラ。
- 『巨影都市』ではモスラ、バトラが「巨影」の一体として登場する。

### パチンコ・パチスロ機
- 『CRゴジラ3』では実写カットは『ゴジラ FINAL WARS』の造形物を使用。[要出典]
- 『ゴジラ・パチスロウォーズ』の液晶演出に成虫と幼虫が登場。

### 映像以外
1966年に朝日ソノラマから発売されたソノシート『大怪獣戦 30怪獣大あばれ!!』収録の「宇宙怪獣対地球怪獣」に宇宙怪獣と戦う地球怪獣空軍の1体として登場する。

## モスラに由来する名称

### 恒星
カンタブリア物理学研究所のJose M. Diegoらは2023年に、恒星「EMO J041608.8−240358」に対し「モスラ (Mothra)」と命名している。地球からモスラまでの距離は約178億光年（共動距離）と、単独の恒星として観測されたものとしては発見時点で3番目に遠いものである。モスラという名は、Diegoらが2022年に発見した、似たような性質を持つ別の恒星「ゴジラ (恒星)（Godzilla）」に倣ったものであり、共に暗黒物質の小さな塊による重力ミリレンズ効果がないと観測できないと予測されている。また、モスラやゴジラのような性質を持つ恒星に対する分類である「怪獣星 (Kaiju star)」を新たに提唱している。

### 古生物
カンブリア紀のバージェス動物群に含まれるモスラ (古生物)。詳しくは該当記事を参照。